# Latmirp
Ett latmirp (primtal stavat baklänges) eller emirp (engelskans prime "primtal" stavat baklänges) är ett primtal som resulterar i ett annat primtal när dess siffror är omvända. Denna definition utesluter relaterade palindromprimtal. Termen reversibelt primtal kan användas som synonym till latmirp, men kan också, tvetydigt, även inbegripa palindromprimtalen.
Talföljden börjar med:
13, 17, 31, 37, 71, 73, 79, 97, 107, 113, 149, 157, 167, 179, 199, 311, 337, 347, 359, 389, 701, 709, 733, 739, 743, 751, 761, 769, 907, 937, 941, 953, 967, 971, 983, 991, 1009, 1021, 1031, 1033, 1061, 1069, 1091, 1097, 1103, 1109, 1151, 1153, 1181, 1193, … (talföljd A006567 i OEIS)
Alla icke-palindromiska permuterbara primtal är latmirp.
Sedan november 2009 är det största latmirp 1010006 + 941992101 × 104999 + 1, vilket upptäcktes av Jens Kruse Andersen oktober 2007.
Begreppet "latmirpimes" eller emirpimes används för att behandla semiprimtal på liknande sätt. Det vill säga, ett latmirpimes är ett semiprimtal som också är ett (distinkt) semiprimtal vid omvändning av dess siffror.